# Cor Schuuring
Cornelis "Cor" Schuuring (nascido em 30 de março de 1942) é um ex-ciclista de estrada e pista holandês. Conquistou uma medalha de bronze na perseguição por equipes de 4 km, juntamente com Henk Cornelisse, Gerard Koel e Jaap Oudkerk nos Jogos Olímpicos de Tóquio 1964.
Na estrada, conquistou o título nacional em 1962 e o Tour de Olympia em 1964, bem como várias corridas entre 1961 e 1969.